# Gino Quilico
Gino Quilico (ur. 29 kwietnia 1955 w Nowym Jorku) – kanadyjski śpiewak operowy, baryton.

## Życiorys
Syn śpiewaka Louisa Quilico. Śpiewu uczył się początkowo od ojca, a później na Uniwersytecie w Toronto u Jamesa Craiga i Constance Fischer. Zadebiutował w 1977 roku jako pan Gobineau w telewizyjnej realizacji opery Gian Carlo Menottiego The Medium. W latach 1979–1980 odbył uzupełniające studia w École d’art lyrique w Paryżu. W 1980 roku debiutował na deskach Opéra de Paris i Opéra-Comique. W 1982 roku wystąpił na festiwalu w Edynburgu, a w 1983 roku debiutował w londyńskim Covent Garden Theatre rolą Walentego w Fauście Charles’a Gounoda. W 1987 roku debiutował na deskach nowojorskiej Metropolitan Opera w Manon Jules’a Masseneta. W 1988 roku wystąpił na festiwalu w Salzburgu jako Dandinin w Kopciuszku Gioacchino Rossiniego.
Ceniony zwłaszcza jako interpretator ról dramatycznych w operach XIX-wiecznych, prezentował w swojej karierze różnorodny repertuar, od dzieł Claudio Monteverdiego po dzieła twórców XX-wiecznych. Śpiewał w czołowych światowych teatrach operowych, m.in. w mediolańskiej La Scali i Teatro Colón w Buenos Aires. Wystąpił w prapremierowych przedstawieniach oper L’héritière Jeana-Michela Damase i Montségur Marcela Landowskiego. Dokonał licznych nagrań płytowych na wytwórni Deutsche Grammophon, Erato, Decca, Sony, Teldec, Philips.
Odznaczony Orderem Kanady (1992) oraz Ordre national du Québec (2024).